# 肯尼思·哈特利·布蘭查德
肯尼思·哈特利·布蘭查德（英語：Kenneth Hartley Blanchard，1939年5月6日—）是美國作家、商業顧問和勵志演說家。他的寫作生涯包括60多本出版書籍，但其中大部分都是協同寫作的書籍。他最成功的書《一分鐘經理》（The One Minute Manager）已售出超過1500萬冊，並被翻譯成47種語言。

## 學歷
布蘭查德就讀於新羅謝爾高中，並於1957年畢業。他於1961年在康奈爾大學獲得政府和文學學士學位。1963年獲得柯蓋德大學社會學和諮詢碩士學位，1967年再獲得康奈爾大學教育管理和領導博士學位。